# Fluminense Futebol Clube (Santana do Livramento)
O Fluminense Futebol Clube é um clube brasileiro de futebol, da cidade de Santana do Livramento, no estado do Rio Grande do Sul. Suas cores são vermelho, verde e branco.

## História
Fundado em 23 de Março de 1936. O nome foi uma homenagem ao Fluminense Football Club do Rio de Janeiro. O tricolor santanense é conhecido como o time da "Toca da Onça", como é chamado seu estádio.
Em 1940 conquistou seu primeiro título citadino, feito repetido nos anos de 1947 e 1950, quando também disputou o Campeonato Gaúcho. No título de 1950 o time era treinado por Romário Jordão e ganhou maior significado por ter sido disputado no chamado Ano Santo, quando se realizou no Brasil o 1º Congresso Eucarístico Internacional. Por isso, nas páginas da História, o Fluminense F.C. aparece com o pomposo título de Campeão Santanense do Ano Santo.

Em 1972 foi campeão da sua chave na 2ª divisão de profissionais, ganhando o direito de disputar a primeira divisão. Naquele ano o regulamento não previu finais. Foi novamente campeão citadino no isolado campeonato de 1988.
Em 2001 foi convidado para representar o Brasil no primeiro e único Torneio Sul-americano de Clubes Campeões do Interior em Maldonado no Uruguai.
Em 2004 associou-se à Organização de Futebol do Interior do Uruguai (OFI), e participou da Liga de Futebol de Tranqueras, (cidade distante à 59 Km de Santana do Livramento). Sagrou-se campeão logo na sua primeira temporada e participou no ano seguinte da Copa Nacional de Clubes Campeões do Interior do Uruguai.
O time Santanense participou da Liga de Tranqueras até 2008.
Hoje o clube disputa competições amadoras em Santana do Livramento e Rivera.

## Títulos
| Internacionais    | Internacionais                               | Internacionais             | Internacionais |
|                   | Competição                                   | Campeão                    |                |
| Uruguai           | Liga de Fútbol de Tranqueras                 | 1 (2004)                   |                |
| Estadual          | Estadual                                     | Estadual                   | Estadual       |
|                   | Competição                                   | Campeão                    |                |
| Rio Grande do Sul | Divisão de Profissionais                     | 1 (Chave I 1972)           |                |
| Municipal         | Municipal                                    | Municipal                  | Municipal      |
|                   | Competição                                   | Campeão                    |                |
|                   | Campeonato Citadino de Santana do Livramento | 4 (1940, 1947, 1950, 1988) |                |
| ----------------- | -------------------------------------------- | -------------------------- | -------------- |

### Títulos de Torneios
- Campeonato Região Fronteira: 2 (1940, 1947)
- Torneio Extra Semana da Pátria: 2 (1942, 1947)
- Torneio Centenário: 1 (1957)

## Campanhas
| Ano  | Campeonato Gaúcho | Posição       |
| 1947 | 1ª Divisão        | 4º            |
| 1967 | 3ª Divisão        | ?             |
| 1968 | 3ª Divisão        | ?             |
| 1972 | 2ª Divisão        | 1º na Chave I |
| 1973 | 1ª Divisão        | 16º           |

## Ídolos
- Bolinha
- Chimango
- Pé de Bolo
- Flôr
- Carrasco
- Lalaco
- Dorinho
- Xixo
- Carlos García (Cavalo)

## Rivalidade
- Grêmio Santanense (Licenciado)
- Armour
- 14 de Julho